# Russneft
Russneft (in russo Русснефть?) è una compagnia petrolifera russa con sede a Mosca, fondata dall'imprenditore e miliardario Michail Guceriev nel 2002 con il sostegno della società svizzera Glencore. È membro del gruppo industriale e finanziario SAFMAR.

## Storia
Russneft comprendeva le prime operazioni di produzione di petrolio nella Siberia occidentale, Ul'janovsk, le regioni di Saratov e Penza, l'Udmurtia e la Repubblica di Komi. Russneft ha acquistato impianti di lavorazione e distribuzione del petrolio nelle regioni dell'Oblast' di Orenburg e del territorio di Krasnodar nel 2006, diventando una holding petrolifera integrata verticalmente. È una delle prime dieci compagnie petrolifere russe integrate verticalmente, con una produzione di 10 milioni di tonnellate e una lavorazione di nove milioni di tonnellate.
A partire da marzo 2009, il controllo effettivo su Russneft è passato alle strutture della società Basic Element di Oleg Deripaska, che ha pagato 3 miliardi di dollari, ma l'affare non è stato formalmente chiuso a causa della mancanza della sua approvazione da parte del Servizio federale antimonopoli. Glencore aveva anche un'opzione per acquistare una quota di blocco in RussNeft.
Nel gennaio 2010, il controllo dell'azienda è tornato a Michail Guceriev. Nell'aprile 2010, Guceriev ha annunciato la vendita del 49% della società alle strutture di AFK Sistema e un altro 2% delle azioni a Sberbank. Nel luglio 2013 Sistema ha ceduto le quote societarie: il 25% è stato venduto a Bradinor Holdings Limited e il 24% a Cromeld Management Limited (i beneficiari delle società erano membri della famiglia Guceriev).
Alcuni dei beni di Russneft sono stati in seguito trasferiti alle holding di trasformazione del petrolio Forteinvest e NK Neftisa, entrambe di proprietà di Guceriev. La compagnia petrolifera Khanty-Mansi e la spedizione di esplorazione di petrolio e gas Nazymskaya, entrambe nella Siberia occidentale, si sono fuse con Russneft nel dicembre 2014.
Il 25 novembre 2016, Belyrian Holdings Limited, di proprietà della famiglia di Michail Guceriev, ha collocato alla Borsa di Mosca il 20% delle azioni ordinarie (15% del capitale autorizzato) al prezzo di 550 rubli. Cioè, la capitalizzazione di RussNeft era stimata in 161,8 miliardi di rubli; durante l'IPO sono stati raccolti 32,4 miliardi di rubli. I proventi sono stati utilizzati per rimborsare prestiti a lungo termine. Nell'anno di collocamento, le entrate dell'azienda ammontavano a 105 miliardi di rubli, un utile netto di 14 miliardi di rubli.

### Indagini per evasione fiscale
Nel novembre 2006, il comitato investigativo della Federazione Russa ha avviato un procedimento penale relativo alle operazioni di tre sussidiarie di RussNeft: Nafta-Ulyanovsk, Ulyanovskneft e Aganneftegazgeologiya. Secondo l'indagine, nel 2003-2004 Aganneftegazgeologiya ha superato la sua produzione consentita nello sviluppo dei giacimenti petroliferi di Zapadno-Mogutlorskoye e Roslavlskoye e ha ricevuto 5 miliardi di rubli di profitti in eccesso. Violazioni simili sono state scoperte dall'ufficio del procuratore generale durante le indagini su Nafta-Ulyanovsk e Ulyanovskneft; i dirigenti delle aziende hanno superato le quote consentite dalle concessioni del sottosuolo. Il reddito di Nafta-Ulyanovsk dalla vendita di petrolio prodotto illegalmente ammontava a circa 700 milioni di rubli e il reddito di Ulyanovskneft ha raggiunto 2 miliardi di rubli.
Alla fine gennaio 2007, le autorità hanno iniziato a indagare sulla società per evasione fiscale. Nell'aprile 2007 il servizio fiscale federale ha presentato otto reclami agli azionisti di Russneft. Le autorità fiscali ritenevano che le azioni della società fossero state vendute a un prezzo basso per evadere le tasse. Nel giugno 2007, un'ispezione fiscale ha presentato un esposto a RussNeft per 17,1 miliardi di rubli (14,5 miliardi di tasse e soprattasse e 2,6 miliardi di sanzioni).
Guceriev ha lasciato la Russia (vi ritornerà solo nel 2010) e ha sostenuto alla fine di luglio di essere stato messo sotto pressione dal governo russo al punto da aver venduto la società a Bazoviy Element, una holding di proprietà del lealista del Cremlino Oleg Deripaska. Si è dimesso da presidente, dicendo che avrebbe terminato la sua attività imprenditoriale e si sarebbe dedicato alla ricerca. Il 31 luglio, il tribunale di Lefortovo ha sequestrato tutte le azioni di RussNeft.
Il 9 novembre 2007, la Corte d'appello arbitrale ha confermato l'ordinanza della Corte arbitrale di Mosca che infliggeva a Russneft una multa complessiva di circa 17 miliardi per la seconda metà del 2004 e per tutto il 2005. Dopo la decisione, le autorità fiscali avrebbero iniziato ad addebitare gli arretrati.
Nel gennaio 2010, Guceriev ha ripreso il controllo della compagnia petrolifera. A metà aprile, tutte le accuse contro di lui sono state ritirate.
Anche considerazioni politiche (Guceriev è stato componente delle Duma di Stato dal 1995 al 2000) hanno influenzato le indagini. Una fonte vicina al governo dell'Inguscezia ha affermato che Guceriev ha fatto arrabbiare i servizi di sicurezza impedendo lo sviluppo di Russneft in Inguscezia, ma Kommersant ha minimizzato la cosa. Secondo Russneft, Guceriev si è scontrato con un alto funzionario del Cremlino, meno legato al business del petrolio, ma più alle iniziative politiche di Guceriev. RBK Daily ha riferito che Russneft aveva acquistato beni da YUKOS che non erano stati approvati dal Cremlino, ma si era rifiutato di acquistare Transpetrol (una società di oleodotti slovacca di importanza strategica per la Russia).
Alcuni esperti hanno sostenuto che uno dei motivi delle pressioni su Guceriev era il suo rifiuto di vendere Russneft a una società statale per 1 miliardo di dollari nel 2006. Un altro motivo era collegato al suo finanziamento dell'opposizione al presidente ingusce Murat Zyazikov.